# Ljiljana Eraković
Ljiljana Eraković (Beograd, 1989) srpska je književnica i programerka.

## Biografija
Rođena je 20. septembra 1989. godine u Beogradu. Završila je 2012. godine Beogradsku poslovnu školu, da bi se nakon par godina zainteresovala za web dizajn i programiranje.
Vlasnik je i autor magazina za kućne ljubimce Pet Book.
Udata je, živi i stvara u Beogradu.

## Bibliografija
- Nije smelo da se desi... a desilo se, roman, sopstveno izdanje,[2]2020.  978-86-902276-0-0.  15988489
- Put do gospodina pravog, roman, sopstveno izdanje,2021.  978-86-902276-1-7.  30800393

## Spoljašnje veze
- Zvanična prezentacija Архивирано на веб-сајту  (31. јул 2021)
- „LJILJANA ERAKOVIĆ, PROGRAMER: "Ne uspevaju samo ljudi sa vezom i sa puno para."”. Ogledalo magazin. Архивирано из оригинала 31. 07. 2021. г. Приступљено 31. 7. 2021.